# Meiners Oaks
Meiners Oaks – jednostka osadnicza w Stanach Zjednoczonych, w stanie Kalifornia, w hrabstwie Ventura.